# Тасута
Тасу́та — село в Ботлихском районе Дагестана. Входит в состав сельского поселения Сельсовет «Ботлихский».

## География
Расположено в 5 км к северу от села Ботлих, на правом берегу реки Чанковская.

## Население
| 1869 | 1888 | 1895 | 1926 | 1939 | 1970 | 1989 |
| ---- | ---- | ---- | ---- | ---- | ---- | ---- |
| 169  | ↗241 | ↗275 | ↗347 | ↘315 | →315 | ↘221 |
| 2002 | 2010 | 2021 |      |      |      |      |
| ↗337 | ↗369 | ↘262 |      |      |      |      |